# 220'erne f.Kr.
Århundreder: 4. århundrede f.Kr. – 3. århundrede f.Kr. – 2. århundrede f.Kr.
Årtier: 270'erne f.Kr. 260'erne f.Kr. 250'erne f.Kr. 240'erne f.Kr. 230'erne f.Kr. – 220'erne f.Kr. – 210'erne f.Kr. 200'erne f.Kr. 190'erne f.Kr. 180'erne f.Kr. 170'erne f.Kr.
År: 229 f.Kr. 228 f.Kr. 227 f.Kr. 226 f.Kr. 225 f.Kr. 224 f.Kr. 223 f.Kr. 222 f.Kr. 221 f.Kr. 220 f.Kr.